# Beli I di Alt Clut
Beli I (fl. VII secolo) fu sovrano di Alt Clut (odierna Dumbarton Rock, nella Scozia occidentale) attorno alla prima metà del VII secolo.
Secondo le Harleian genealogies, era figlio di Neithon, suo predecessore. Secondo queste genealogie, era padre di Eugein (Owain), e, da altre fonti, si sa anche che era padre del re dei pitti Bridei III. Nella Elegia per Bruide mac Bili, attribuita da san Adomnán di Iona, Bridei viene chiamato mac rígh Ala Cluaithe ("figlio del re di Alt Clut"). Se il Belin moritur ("morte di Beli") negli Annales Cambriae può essere interpretata come un riferimento al nostro Beli, ecco che abbiamo la probabile data di morte di Beli, cioè il 627. Comunque, morì entro il
642.